# Bojana Panić
Bojana Panić (Бојана Панић, *24. květen 1985, Srbsko) je srbská modelka a herečka.

## Kariéra

### Jako modelka
Bojana začala svou kariéru modelky v italském Miláně, kde jí zaměstnávala agentura Names Agency. Pracovala také v Paříži, New Yorku či Londýně i pro takové firmy, jako je Chanel.
Od roku 2008 je jednou z tváří společnosti Schwarzkopf a jejího výrobku Gliss Kur.

### Jako herečka
Bojana se také objevila ve dvou hraných filmech. V roce 2007 jí režisér Laurent Boutonnat obsadil do jedné z hlavních rolí historického filmu Zkáza zámku Herm (Jacquou le Croquant), kde si zahrála dceru zlého hraběte Nansaca. Ze známějších herců se ve filmu objevili Gaspard Ulliel (Zrození Hannibala) nebo Tchéky Karyo.
V roce 2008 si pak zahrála ve filmu Jeroma Salla Largo Winch, inspirovaném známými belgickými komickými knížkami Philippe Francqa a Jean Van Hammea. Ve filmu si zahrála i s českým hercem Karlem Rodenem, dalšími známými herci mohou být Tomer Sisley nebo Kristin Scott Thomas.